# Mayra Gómez Kemp
Mayra Gómez Kemp (La Habana, 14 de febrero de 1948-Madrid, 13 de octubre de 2024) fue una actriz, cantante y presentadora de radio y televisión hispanocubana. Fue especialmente conocida por ser la presentadora más duradera del concurso Un, dos, tres..., al frente del cual estuvo cuatro etapas durante algo más de cinco años.

## Biografía
Mayra Cristina Gómez Martínez Kemp Febles nació el 14 de febrero de 1948 en Cuba. Hija de dos famosos artistas cubanos, Ramiro Gómez Kemp (1914-1981) y Velia Martínez Febles (1920-1993). Su hermana mayor se llama Georgina, y ha ejercido como contable en Miami.
En 1960 su familia se trasladó a vivir a Puerto Rico, después a Venezuela y posteriormente a Miami, Estados Unidos. Hablaba inglés a la perfección porque siempre asistió a centros educativos bilingües. Siendo universitaria apareció en una película de serie B titulada La venganza de Tartu (The Death Curse of Tartu), en 1967, con el nombre artístico de Mayra Christine. En los años setenta, Mayra llega a España, y trabaja en la versión española teatral de la famosa The Rocky Horror Show interpretando el papel de Magenta. 
En 1976 debuta en televisión como actriz en el programa Un, dos, tres... haciendo papeles esporádicos, su primera aparición fue en el programa dedicado a Las 1001 noches donde interpretaba a una hurí del islam y tenía que recitar un verso y dejar un regalo. A pesar de no ser una actriz fija, sus apariciones fueron haciéndola famosa hasta que dejó el programa en 1977. En ese año, junto con dos exsecretarias del programa, María Durán y Beatriz Escudero, forma el Trío Acuario, conjunto en el que estará hasta 1978 y en el que tiene éxitos como Rema, rema, marinero. En 1978 decide dejar el conjunto para iniciar una carrera musical en solitario, llegando a grabar un disco titulado Una Dama. Haría algunas galas, y aparecería en la película Donde hay patrón... junto a Manolo Escobar.
En 1978 inicia su carrera como presentadora en el programa 625 líneas, estaría en él hasta 1979 y acabaría ganando su primer premio TP de Oro como presentadora. Ya en los 80 presentaría otros programas como Ding-Dong o el Festival de Benidorm de 1980. Después se encargaría junto con otros presentadores del programa infantil Sabadabada, que cambió después su nombre a Dabadabada.
En 1982 abandonó este programa infantil, cuando Chicho Ibáñez Serrador la eligió para presentar el concurso Un, dos, tres..., sustituyendo a Kiko Ledgard tras su accidente. Estaría al frente del programa seis años consecutivos, más que ningún otro presentador, recibiendo otros tres premios TP de Oro a la mejor presentadora, que junto al de 625 líneas hacen cuatro galardones. El concurso lo compaginó con la radio, presentando el programa Viva la gente en Antena 3 Radio junto a Miguel Ángel Nieto.
Al terminar el concurso en 1988, Mayra continuó en la radio, y en 1989 pasó a Antena 3 presentando la primera retransmisión en directo de una privada, las campanadas desde la Puerta del Sol para recibir 1990, en las emisiones en pruebas de este canal. La cadena inauguraría sus emisiones oficiales en enero, tras el discurso de bienvenida de José María Carrascal, con el programa La ruleta de la fortuna presentado por ella hasta el verano. Después pasaría a las autonómicas donde presentaría con gran éxito el programa Luna de miel en 1992.
A partir de entonces sus apariciones como presentadora irían espaciándose. Haría algún que otro programa en autonómicas, y en 1996 presentó en el madrileño Canal 7 el programa médico El ritmo de la vida, y en 1999 haría su última aparición como presentadora, en el concurso culinario Tomates y pimientos. A partir de entonces, solo aparecería esporádicamente como colaboradora en diversos programas, concediendo entrevistas o como tertuliana.
En 2001 interviene como estrella invitada en la serie de televisión de ¡Ala... Dina!. A finales de 2006 participó en la segunda edición del concurso sobre monólogos El club de Flo en La Sexta, quedando en segunda posición. En dicho programa llegó a ser presentada como: "La simpática casera de medio Torrevieja". En 2007 participó brevemente en el programa A 3 bandas de Antena 3. En 2008 es colaboradora habitual como contertulia en las mañanas de Aragón TV en el magacín Sin ir más lejos.
Desde 2010 hasta 2023 ha hecho alguna aparición en programas de Telecinco como Deluxe para hablar de la recuperación favorable de su enfermedad. Pero el 11 de febrero de 2012 hace pública la reaparición de un nuevo cáncer en La noria, esta vez en la garganta.
En 2014 publicó sus memorias tituladas Hasta aquí puedo leer. 
En abril de 2024, Mayra concedió sus últimas entrevistas en el programa de radio de la Cadena SER, El Faro junto a la periodista Mara Torres; y en el programa de televisión Mañaneros de La 1.

## Vida personal
Estuvo casada con el actor argentino Alberto Berco. Se conocieron trabajando en la obra de teatro, The Rocky Horror Show, donde Mayra interpretaba a Magenta y él ejercía como narrador. Se casaron en 1973 y la unión duró hasta la muerte de Berco en 2021.
En octubre de 2009 reveló que en enero del mismo año le fue diagnosticado un cáncer de lengua, por el que tuvo que ser operada, y que pese a no dejar secuelas que pusieran en peligro su vida, le afectó en el habla, siéndole al principio completamente imposible hablar, aunque con el apoyo de logopedas y otros especialistas, poco a poco fue recuperando el habla.Un año más tarde recuperó totalmente el habla. El día 13 de julio de 2012 anunció oficialmente en el programa Sálvame que estaba libre de cáncer. En 2018 tuvo que ser intervenida de nuevo por un cáncer de garganta.
El 13 de octubre de 2024 falleció a los 76 años, pocos días después de sufrir una caída en su casa.

## Obra

### Discografía
Como Mayra
- Una Dama (1978).[16]

### Cine
- The Death Curse of Tartu (1966) de William Grefe, como Cindy.[17]
- Donde hay patrón... (1978) de Mariano Ozores, como Martirio.[17]
- Carmina o revienta (2012) de Paco León, como ella misma.

### Televisión
- Un, dos, tres... responda otra vez (1976-1977; 1982-1988) en La 1.
- 625 líneas (1978-1979) en La 1.
- Ding-Dong (1980) en La 1.
- Festival Internacional de la Canción de Benidorm 1980 en Televisión Española.
- Sabadabada (1981-1982) en La 1.
- Simplemente Mayra (1990) en Antena 3.
- La ruleta de la fortuna (1990) en Antena 3.
- Luna de miel (1992-1994) en las cadenas autonómicas.
- El ritmo de la vida (1996) en Canal 7 TV.
- 7 de Corazones (1997) en Canal 7 TV.
- Tomates y pimientos (1999) en Antena 3.
- Menta y chocolate (2003) en Antena 3.
- El show de Flo (2003) en La 1.
- El club de Flo (2006) en La Sexta.
- Sálvame: Especial 2.º aniversario (2011) en Telecinco.
- Gente maravillosa (2019) en Castilla-La Mancha Media.
- Family Feud (2021) en Antena 3.
- Sálvame (2021) en Telecinco.
- Deluxe (2023) en Telecinco.

## Premios
- 1979 – por 625 líneas TP de Oro a la Mejor Presentadora.
- 1983 – por Un, dos, tres... TP de Oro a la Mejor Presentadora.
- 1986 – por Un, dos, tres... TP de Oro a la Mejor Presentadora.
- 1988 – por Un, dos, tres... TP de Oro a la Mejor Presentadora.
- 2013 – Premio Iris a Toda una Vida de la Academia de Televisión y de las Ciencias y Artes del Audiovisual de España.[19]